# 万代大橋
万代大橋（まんだいおおはし）は、山形県天童市に架かる橋。

## 概要
乱川に架かる橋であり、国道13号が通る。天童市の北部にあり、東根市との境の近くに位置する。橋の名称は天童市の万代地区から。
上り線と下り線で分かれた橋となっており、上り線は1971年完成、下り線は1980年完成と開通時期が大きく異なる他、長さや幅も若干ではあるが異なる。
橋のたもとにはグラウンドゴルフ場が整備されている。

## 周辺
- 奥羽本線
- 山形県道22号山形天童線
- 山形空港
- ヨークタウン東根神町